# Шмит, Жорж
Жорж Шмит (фр. Georges Schmit; 17 августа 1904, Беттамбур, Эш-сюр-Альзетт — 27 сентября 1978, Люксембург) — люксембургский легкоатлет, выступавший в беге на короткие дистанции. Участник летних Олимпийских игр 1928 года.

## Биография
Жорж Шмит родился 17 августа 1904 года в люксембургском городе Беттамбур.
В 1928 году вошёл в состав сборной Люксембурга на летних Олимпийских играх в Амстердаме. В беге на 100 метров занял в забеге 1/8 финала последнее, 6-е место, показав результат 12,2 секунды и уступив 1,1 секунды попавшему в четвертьфинал со 2-го места Жильберу Оверню из Франции. Результат Шмита был худшим из известных среди всех участников. Также был заявлен в беге на 200 метров, но не вышел на старт. Был знаменосцем сборной Люксембурга на церемонии открытия Олимпиады.
Умер 27 сентября 1978 года в городе Люксембург.